# 铗𧈢科
铗𧈢科（学名：Japygidae），又称铗尾虫科、鉗尾𧈢科，是节肢动物门内口纲双尾目的一科。

## 形态特征
身体细长、脆弱。成虫期尾1节，强骨化，成铗状。身体上没有鳞片，有的触角上有感毛。上颚没有能动的内叶，下颚内叶成梳状，具有1个坚强的钩，有4～5个梳状透明的瓣。腹部第一至第七节通常具有刺突，第一节通常具有基节器及泡囊。

## 亚科
本科的亚科分类有不同分法：
5亚科：
- 副铗𧈢亚科 Parajapyginae Womersley，1939
- 铗𧈢亚科 Japyginae (Haliday) Womersley，1939
- 羽铗𧈢亚科 Evalljapyginae Silvestri，1948
- 敏铗𧈢亚科 Dinjapyginae Womersley，1939
- 异铗𧈢亚科 Heterojapyginae Womersley，1939

3亚科：
- 副铗𧈢亚科 Parajapyginae Womersley，1939
- 铗𧈢亚科 Japyginae (Haliday) Womersley，1939
- 羽铗𧈢亚科 Evalljapyginae Silvestri，1948

4亚科：
- 羽铗𧈢亚科 Evalljapyginae Silvestri，1948
- 异铗𧈢亚科 Heterojapyginae Womersley，1939
- 铗𧈢亚科 Japyginae (Haliday) Womersley，1939
- Provalljapyginae Smith，1959

1984年，中国学者周尧创立了巨铗𧈢亚科（Gigasjapyginae）。